# منطقه کلان‌شهری راچستر، نیویورک
منطقه کلان‌شهری راچستر (به انگلیسی: Rochester metropolitan area) یک منطقه کلان‌شهری در ایالات متحده آمریکا است که در نیویورک واقع شده‌است. منطقه کلان‌شهری راچستر ۱٬۰۷۹٬۶۷۱ نفر جمعیت دارد.